# Jackson Rubem Alves
Jackson Rubem (Irecê, 4 de maio de 1957) é um escritor e historiador brasileiro com várias obras usadas como fonte de pesquisa para teses de doutorado e mestrado em universidades do Brasil ou em instituições como IBGE. Além disso, textos de sua autoria fazem parte de obras didáticas publicadas pela Fundação Bradesco.

## Biografia
Nasceu na Bahia, Chapada Diamantina, Irecê, filho de Alvino Abade dos Santos e Cantionilia Alves Ferreira. Foi bancário, técnico em agropecuária e articulista com vários artigos publicados em jornais como Correio da Bahia e A Tarde.
Além dos artigos publicados em grandes jornais e revistas, na década de 1980, escreveu e publicou bolsilivros e contos eróticos em revistas de circulação nacional. Após abandonar este gênero de literatura, dedicou-se a pesquisa histórica.
Em 2001, fundou O Brasileirinho, jornal impresso mensalmente, feito com a participação de crianças e adolescentes brasileiros. A versão impressa do jornal circulou até o ano de 2010, mantida com assinaturas e alguns patrocínios. Atualmente o jornal existe apenas online e com poucas atualizações.
No ano de 2004, após ter seu projeto aprovado pela Lei Rouanet, visitou as grutas e cavernas de várias cidades da Chapada Diamantina, Bahia, fazendo um registro fotográfico das pinturas rupestres. Partes das fotos foram publicadas na primeira edição do livro bilingue "Brasileiros Pré-cabralianos: História e Arte Rupestre", em 2005 e na segunda edição em 2006.
Sua biografia faz parte da lista de verbetes do livro A Vocação Nacional da UBE: 62 anos, organizados por J.B. Sayeg e Caio Porfírio Carneiro, publicado em São Paulo, no ano de 2004 e do Dicionário de Autores Baianos publicado pelo Governo do Estado da Bahia, através da Superintendência de Cultura da Secretaria da Cultura e Turismo, no ano de 2006, com a finalidade atender estudantes, pesquisadores, professores, bibliotecas, redações de periódicos e a público interessado.
Atualmente, o escritor é membro da Academia de Letras de Irecê), Entidade de utilidade pública estadual e da ABI – Associação Baiana de Imprensa.

## Homenagens
Em 9 de novembro de 1999 foi apresentada uma Moção de Aplausos ao escritor, na Sala de Sessões da Assembléia Legislativa da Bahia. Um trecho da Moção de Aplausos diz: "Esta Casa presta assim uma justa homenagem à literatura baiana". Outra homenagem veio no ano de 2003, quando o nome do escritor foi usado um festival de poesias, promovido pela Rádio São Gabriel, 107,9 FM.

## Obras publicadas

### Livros
- 1997 - Irecê:História, Casos e Lendas (284 págs.) - Editora Bureau[10][11][12][13][14]
- 1998 - Vendo um País" Literatura de cordel
- 1999 - Irecê: Um Pedaço Histórico da Bahia (286 págs.)[15] - Editora Print Fox
- 2001 - Irecê: História, Casos e lendas 2ª edição. (362 págs) - Editora Print Fox
- 2004 - Irecê: A Saga dos Imigrantes e Histórias de Sucesso" (534 págs) - Editora Print Fox
- 2005 - Brasileiros Pré-cabralianos: História e Arte Rupestre (216 págs) (pulicado com incentivo da Lei Rouanet).
- 2006 - Brasileiros Pré-cabralianos: História e Arte Rupestre 2ª edição  (220 págs) - Editora Print Fox
- 2008 - Irecê para crianças de todas as idades (140 págs) - Editora Print Fox
- 2008 O Aniversário de Irecê 4ª edição.
- 2010 Lapão, Cem Anos de História (718 págs) - Editora Print Fox
- 2013 História de Irecê para Jovens(186 págs) - Publicado com patrocínio do Ministério da Cultura, Governo Federal.
- 2019 O Pequeno Deus e o Livro de Vitórias" (Romance) - Amazon

### Antologias
- 1996 "Astros e Estrelas". Rio de Janeiro. Literis Editora.
- 1996 Ecologia brasileira. Poesia: Solidão. São Paulo. ABNL Editora Ltda.
- 1997 Irecê, aqui se escreve, aqui se lê. Organizada por Jackson Rubem. Poesia: A Cor do Planeta (pág. 54).
- 1997 Safra Dez: Nova Antologia Carioca de Poesia. (Págs. 21-23). Porto Alegre. Editora Opção 2.
- 1997 Antologia Carioca de Poesia do Círculo Mário Quintana". Organizada pelo Ciclo Literário Mário Quintana. Rio de Janeiro: Editora Opção 2
- 1997 International Poetry & Art" . Editor Teresinka Pereira. Pag. 41.
- 1998 XII Antologia de Poetas e Escritores do Brasil. Organizada por Reis Souza (Selecionados pela Revista Brasília). Conto: As mais belas histórias de horror (pag.98-100)
- 1998 Antologia Mensageiro em Prosa e Verso Conto: Uânio (Pág. 14). Porto Alegre. Editora Opção 2.
- 2000 Primeira Antologia da Academia Ireceense de Letras e Artes Pag. 41. Texto: Barbosa Lima Sobrinho: o pernambucano que se apaixonou pelo Brasil (pág.41).
- 2004 2ª Antologia da Academia de Letras de Irecê: Prosa e Poesia. Crônica: Atramelado. Pág. 33.
- 2008 III Antologia da Academia de Letras de Irecê Contos: Tentáculo e Um por todos, todos por nenhum (págs. 28-33).

### Artigos em jornais
Alguns dos muitos artigos publicados em jornais e revistas apenas impressos, na época:
- Rubem, Jackson (3 de janeiro de 1987). Karl Marx foi um plagiador. A Tarde.
- Rubem, Jackson (7 de agosto de 1998). Classificados internacionais:vendo um país. A tarde.
- Rubem, Jackson (15 de janeiro de 1999). A história se repete em Minas Gerais. A tarde.
- Rubem, Jackson (24 de outubro de 1987). Os ditadores nunca vivem para sempre. Correio da Bahia.
- Rubem, Jackson (23 de janeiro de 1988). O confronto ateismo e positivismo. Correio da Bahia.
- Rubem, Jackson (15 de dezembro de 1987). A Bíblia e a guerra nas estrelas(I). Correio da Bahia.
- Rubem, Jackson (Sábado e Domingo, 26 e 27 de dezembro de 1988). O normal é ser feliz. Tribuna da Bahia.
- DECISÃO, nº 11. O Jovem, a Ciência e a Bíblia. Tatuí,SP: Casa Publicadora Brasileira,1988.